# Time Bandits (film)
Time Bandits is een Britse fantasy/komedie/sciencefiction/avonturenfilm uit 1981, mede geschreven, geproduceerd en geregisseerd door Terry Gilliam. Met in de hoofdrollen Craig Warnock, Sean Connery, John Cleese, Shelley Duvall, Ralph Richardson, Katherine Helmond, Ian Holm, Michael Palin, Peter Vaughan en David Warner. 

## Verhaallijn
De film vertelt het verhaal van een elfjarige jongen (Kevin) die onverwacht op "magische" wijze op avontuur wordt meegenomen door de tijd met een bende kleine dieven die schatten roven uit verschillende perioden in de geschiedenis, via zogenaamde "tijdgaten". 
De film toont eerst hoe Kevin bij zijn ouders thuis is. Hij wordt niet verwaarloosd,  maar zijn ouders hebben meer interesse in apparaten. Als Kevin op een avond in bed ligt, breekt er opeens een ridder te paard uit een kast. Het is het eerste van vele angstige momenten voor Kevin. Even later rijdt de ridder het bos in, waar eigenlijk een muur hoort te zijn. En daarna is die muur er ook weer; niets duidt er op dat er iets gebeurd is. Kevin begrijpt er niets van, maar snapt wel dat zijn ouders hem niet zullen geloven. 
Daarom gaat hij de volgende avond vroeg naar bed met een zaklamp en een fototoestel. Op bed wacht hij af, maar er gebeurt deze keer juist lange tijd niets. Hij valt in slaap, maar wordt wakker als de kleine dieven uit zijn kast komen. Ze zien hem in eerste instantie aan voor het "opperwezen". In tweede instantie zien ze dat het om een kind gaat en worden agressief. Maar in het tumult daarna verschijnt het echte spookachtige opperwezen. Meteen zijn ze in paniek. Achterna gezeten door het opperwezen, die zijn kaart terug wil, vluchten ze Kevins kamer uit, dankzij een muur die opeens flexibel blijkt te zijn. Uit angst vlucht Kevin met ze mee.
De eerste keer komen ze terecht bij de slag om Castiglione. Kevin vlucht, maar wordt snel weer achterhaald. Ze bezoeken Napoleon, die te midden van het oorlogsgeweld zit te genieten van een poppenkast. Maar de optredens van gewone (lange) mensen vindt hij maar niks. Dan gaan de kleine dieven optreden, en dat waardeert hij wel. Hij neemt de groep in dienst omdat ze klein zijn, net als hij. Ook Kevin krijgt een Frans uniform. Uiteindelijk voeren ze Napoleon dronken en gaan er met zijn schatten vandoor. Napoleon blijkt een gouden hand te hebben. Ze worden betrapt, maar vluchten via een tijdgat, dat juist op tijd oprijst.
Hierna vallen ze uit de lucht in een koets in Sherwood Forest. Randall legt uit aan Kevin hoe zij dieven geworden zijn. Omdat het dieven zijn wil Kevin eigenlijk niet met ze mee; maar hij is dol op geschiedenis, dus het reizen door de tijd wil hij wel. Hij maakt zijn eerste foto. Ze worden gevangen genomen door de bende van Robin Hood. Robin is een nette vriendelijke man, maar zijn kornuiten niet. Hij is onder de indruk van hun buit, maar ziet het als een geschenk. Daarop verlaten ze het woud. In de stromende regen krijgen ze ruzie over wat ze zullen doen.
Het opperwezen is niet de enige die achter hen aan zit. Ze weten niet dat "mr. Evil" ook op de kaart uit is. Hij spreekt "virtueel" via een van de kleine dieven, maar de poging mislukt omdat Kevin een "te sterke kracht" blijkt. Het opperwezen duikt weer op; Hij heeft de dieven in dienst gehad om te helpen bij de schepping, maar ze zijn er met de kaart vandoor gegaan, omdat ze inzagen hoe ze op die manier rijk konden worden. Deze keer duiken er twee tijdgaten op, en op goed geluk springt Kevin er één binnen. Wat de anderen doen komt niet in beeld.
Hierdoor komt hij veel verder in het verleden terecht; toevallig valt hij in een woestijn bovenop Agamemnon, die in gevecht is met de Minotaurus. Als gevolg hiervan overleeft Agamemnon het gevecht, en hij ziet Kevin als door God gezonden. Kevin wil eerst niet met hem mee, maar hij beseft kansloos te zijn in de woestijn en gaat Agamemnon snel achterna. Hij tilt Kevin op zijn paard, en ze maken een triomfantelijke intocht in de stad. Agamemnon overweegt Kevin te adopteren. Kevin is dol op geschiedenis en vindt het daarom prachtig er nu midden in te zijn. Zijn ouders hebben toch niet veel interesse in hem, dus hij wil graag daar blijven. Kort daarop is er weer een angstig moment als hij door twee gemaskerden gegrepen wordt.
Het blijkt echter voor het "verrassingsfeest" te zijn dat Agamemnon heeft georganiseerd; en hij maakt dan bekend Kevin te adopteren als zoon en troonopvolger. Er treden ook artiesten op, en daarbij blijkt ook de bende te zijn, die Kevin dus terug gevonden hebben. De bendeleden beginnen kostbaarheden te "lenen". Tegen zijn zin in wordt Kevin onderdeel van "de grote verdwijntruc", want er is daar een tijdgat. Agamemnon denkt dat het bij de act hoort, maar ze zijn echt weg. Met de "schatten".
Ze belanden op de Titanic. Dankzij de schatten leven ze in luxe, maar Kevin is verdrietig dat hij niet meer bij Agamemnon is. Hun geluk duurt niet lang. Het is de eerste en dus laatste vaart van de Titanic, dus vergaat het schip en komt de groep midden in zee terecht. 
Hier eindigen de semi-realistische periodes en begint de tweede helft, die geheel fantasie is. 
Mr. Evil heeft hen steeds stiekem gevolgd en ziet nu zijn kans schoon. Hij transporteert de groep naar "De tijd der legenden". 
In eerste instantie belanden ze in een andere zee, en daarna op een middeleeuws schip, met een reus en zijn vrouw. Zij willen de "gasten" eigenlijk opeten, maar ze weten de twee overboord te gooien. Ze nemen het schip over, maar later blijkt het schip op het hoofd van een nog veel grotere reus te staan. Nadat ze die reus in slaap gebracht hebben kunnen ze ontsnappen.
Vervolgens lopen ze door een woestijn. Maar plots botsen ze op een onzichtbare muur. De leider beseft dat ze dicht bij "het mooiste object ter wereld" zijn, dat mr. Evil ze stiekem ingefluisterd heeft. Maar er is niks te zien. In de ruzie die daarop volgt, gooit de leider een schedel en die breekt de onzichtbare muur. Verderop rijst het fort der duisternis dreigend op. 
Eenmaal binnen worden ze algauw misleid door mr. Evil, die hen op slinkse wijze de kaart afhandig maakt. Alleen Kevin heeft door dat het een valstrik is en blijft vrij. Maar even later grijpt een 'monster' hem toch. Korte tijd later bevinden ze zich in hangende kooien boven een bodemloze put waar ze zullen verhongeren. Met veel gevaarlijke handelingen weten ze toch te ontsnappen.
Vervolgens proberen ze mr. Evil te dwarsbomen, en het lukt de kaart terug te pakken. Ze worden ontdekt en achtervolgd.  Kevin komt uiteindelijk in het nauw. Hij dreigt de kaart te verbranden. Mr. Evil geeft toe, maar weet de kaart toch te bemachtigen. Dan staat Kevin er alleen voor en dreigt vernietigd te worden, zoals vele anderen. Maar opeens komen er allerlei personages uit allerlei periodes Kevin te hulp. Van Romeinen tot cowboys, en een tank en een ruimtevaartuig. Ze worden echter allemaal uitgeschakeld door het kwaad.(mr.Evil) Uiteindelijk blijven er vijf van de groep over,  en maakt een woedende mr.Evil zich op om ook hen te vernietigen. 
Maar dan valt mr. Evil opeens uit elkaar, en verschijnt voor de laatste keer het opperwezen, en nu in menselijke gedaante. Hij legt uit dat hij toch niet boos is, en dat het allemaal zijn plan was.
Hij laat de brokstukken bijeen rapen, maar niet met blote handen, want ze zijn zeer gevaarlijk. Één stukje wordt echter niet gezien. 
Kevin wil graag bij de groep blijven, maar het opperwezen wijst dat resoluut af, en ze vertrekken. Weer blijft Kevin alleen achter. 
Hij roept nog om hem niet in de steek te laten, maar dan blijkt hij opeens weer thuis in bed te liggen, terwijl er brand is. Hij wordt gered, en op straat maken zijn ouders ruzie over wat er gered had moeten worden, in plaats van wie. In een van de brandweermannen herkent Kevin Agamemnon. Hij twijfelt nu of hij gedroomd heeft. Maar als hij zijn tas opent, ziet hij alle foto's die hij in al die periodes gemaakt heeft; het was dus geen droom. 
Maar voor hij die kan laten zien herkent hij in een uitgebrande oven een stuk "kwaad". Hij roept nog dat zijn ouders eraf moeten blijven, maar ze luisteren uiteraard niet. Ze ontploffen en alleen hun schoenen blijven achter. De brand is geblust, de brandweer rijdt weg, en Kevin blijft alleen achter. Hij heeft bewezen geen ouders nodig te hebben. 
In omgekeerde volgorde ten opzichte van het begin zoomt de camera nu uit zodat de kaart weer zichtbaar wordt, en het opperwezen rolt deze daarna op, en daarmee eindigt de film.

## Totstandkoming
In 1979 kon Terry Gilliam de film Brazil niet opzetten, daarom stelde hij een familiefilm voor. Time Bandits is geschreven in samenwerking met mede Monty Python Michael Palin, gefinancierd door ex-Beatle George Harrison's HandMade Films en gefilmd in Engeland, Marokko en Wales. De film werd uitgebracht in de bioscopen op 2 juli 1981 in het Verenigd Koninkrijk en op 6 november 1981 in de Verenigde Staten. Bij de eerste release ontving de film overwegend positieve recensies van critici, het openen op nummer een in de weekendkassa in de VS en Canada, en tegen het einde van zijn run een brutowinst van $ 36 miljoen op een budget van $ 5 miljoen.
Gilliam heeft verwezen naar Time Bandits als de eerste in zijn "Trilogy of Imagination", gevolgd door Brazil (1985) en eindigend met The Adventures of Baron Munchausen (1988).

## Hoofdrollen
- Craig Warnock als Kevin, het kind;
- David Rappaport als Randall, leider van de bende;
- Sean Connery als Agamemnon en brandweerman;
- David Warner als "het kwaad";
- Ian Holm als Napoleon;
- Michael Palin als Vincent;
- John Cleese als Robin Hood;
- Ralph Richardson als het opperwezen.

## Varia
- Het ontwerp van het Fort van de duisternis is gebaseerd op gravures uit de 17e eeuw van de Italiaanse artiest Giovanni Battista Piranesi.
- Divers speelgoed dat in Kevins kamer te zien is, komt later in het groot in de film voor.